# 卡尔·希普芬格
卡尔·希普芬格（德語：Karl Hipfinger，1905年10月28日—1984年4月20日），奥地利男子举重运动员。他曾代表奥地利参加1928年和1932年夏季奥林匹克运动会举重比赛，其中1932年奥运会获得一枚铜牌。